# Maria Schmolln
Maria Schmolln – miejscowość i gmina w Austrii, w kraju związkowym Górna Austria, w powiecie Braunau am Inn. Liczy 1,4 tys.  mieszkańców.